# Rebel Yell
Albums de Billy Idol
Billy Idol
(1982) Vital Idol
(1985)
Singles
1. Rebel Yell
Sortie : 24 octobre 1983
2. Eyes Without a Face
Sortie : 29 mai 1984
3. Flesh for Fantasy
Sortie : 13 septembre 1984
4. Catch My Fall
Sortie : 7 novembre 1984

Rebel Yell est le deuxième album studio du chanteur de punk rock anglais Billy Idol. Il est sorti le 10 novembre 1983 sur le label Chrysalis Records.

## Historique
Cet album fut enregistré à New York dans les studios Electric Lady, RPM Sound Studios et Media Sound Inc.
Produit par Keith Forsey qui suit Billy Idol depuis les années 70 avec Generation X, l'album produira quatre singles: Rebel Yell, Eyes Without a Face, Flesh for Fantasy et Catch My Fall.
Il se classa à la 2e place des charts allemands et néo-zélandais. Classé à la 6e place du Billboard 200 il se vendra à plus de deux millions d'exemplaires aux États-Unis (double disque de platine).
L'album fera l'objet d'une réédition en 1999 avec 5 titres bonus.

## Liste des titres
- Tous les titres sont signés par Billy Idol et Steve Stevens sauf indication.

Face 1
1. Rebel Yell - 4:45
2. Daytime Drama - 4:02
3. Eyes Without a Face - 4:58
4. Blue Highway - 5:05

Face 2
1. Flesh for Fantasy - 4:37
2. Catch My Fall (Billy Idol) - 3:57
3. Crank Call - 3:56
4. (Do Not) Stand in the Shadows - 3:10
5. The Dead Next Door - 3:45

Titres bonus de la réédition 1999
1. Rebel Yell (session take) -  5:10
2. Motorbikin' (inedit)- 4:16
3. Catch My Fall (demo originale) - 4:11
4. Flesh for Fantasy (session take) - 5:09
5. Blue Highway (démo originale) - 5:00

## Musiciens
- Billy Idol : chant, guitare
- Steve Stevens : guitares, claviers, basse
- Judi Dozier : claviers
- Steve Webster : basse
- Thommy Price: batterie, percussions

Musiciens additionnels
- Mars Williams : saxophone sur Catch My Fall
- Sal Cuevas : basse sur Eyes Without a Face
- Gregg Gerson : batterie sur (Do Not) Stand in the Shadows
- Jack Waldman : claviers
- Perri Lister : chœurs sur Eyes Without a Face

## Reprises
Le groupe de metal industriel Dope a repris ce titre, qui est le 13e titre sur son album No Regrets sorti en 2009. Le groupe de metal Black Veil Brides a également repris ce titre sur son album Rebels sorti en 2011. Reprise par les groupes Children of bodom et Drowning Pool également. Le groupe de heavy metal Sinner avait déjà fait une reprise en 1986 sur leur album Comin' Out Fighting.

## Charts et certifications
| Pays             | Durée du classement | Meilleur classement |
| ---------------- | ------------------- | ------------------- |
| Allemagne        | 48 semaines         | 2e                  |
| Canada           | 70 semaines         | 8e                  |
| États-Unis       | 82 semaines         | 6e                  |
| Nouvelle-Zélande | 42 semaines         | 2e                  |
| Pays-Bas         | 6 semaines          | 31e                 |
| Royaume-Uni      | 11 semaines         | 36e                 |
| Suisse           | 13 semaines         | 16e                 |

| Pays             | Certification | Ventes      | Date            |
| ---------------- | ------------- | ----------- | --------------- |
| Allemagne        | Or            | 250 000 +   | 1985            |
| Canada           | 5 × Platine   | 500 000 +   | 20/10/1986      |
| États-Unis       | 2 × Platine   | 2 000 000 + | 14 janvier 1985 |
| Nouvelle-Zélande | Platine       | 15 000 +    | 15/04/1984      |
| Royaume-Uni      | Argent        | 60 000 +    | 19/11/1985      |

### Charts singles
| Date | Single              | Chart                  | durée du classement | Position |
| ---- | ------------------- | ---------------------- | ------------------- | -------- |
| 1983 | Rebel Yell          | Mainstream Rock Tracks | 15 semaines         | 9e       |
| 1984 | Rebel Yell          | Hot 100                | 14 semaines         | 46e      |
| 1984 | Rebel Yell          | RPM Top Singles        | 15 semaines         | 10e      |
| 1984 | Rebel Yell          | RMNZ Singles Top40     | 17 semaines         | 3e       |
| 1985 | Rebel Yell          | UK Singles Chart       | 18 semaines         | 6e       |
| 1984 | Eyes Without a Face | Hot 100                | 22 semaines         | 4e       |
| 1984 | Eyes Without a Face | Mainstream Rock Tracks | 13 semaines         | 5e       |
| 1984 | Eyes Without a Face | UK Singles Chart       | 13 semaines         | 18e      |
| 1984 | Eyes Without a Face | Single Top 100         | 18 semaines         | 10e      |
| 1984 | Eyes Without a Face | Belgique Ultratop (V)  | 5 semaines          | 15e      |
| 1984 | Eyes Without a Face | RPM Top Singles        | 21 semaines         | 6e       |
| 1984 | Eyes Without a Face | Top 100                | 1 semaine           | 62e      |
| 1984 | Eyes Without a Face | RMNZ Singles Top40     | 13 semaines         | 4e       |
| 1984 | Eyes Without a Face | Mega Top 50            | 7 semaines          | 13e      |
| 1984 | Eyes Without a Face | Schweizer Hitparade    | semaines            | e        |
| 1984 | Flesh for Fantasy   | Hot 100                | 12 semaines         | 29e      |
| 1984 | Flesh for Fantasy   | Mainstream Rock Tracks | 11 semaines         | 8e       |
| 1984 | Flesh for Fantasy   | UK Singles Chart       | 3 semaines          | 54e      |
| 1984 | Flesh for Fantasy   | Single Top 100         | 19 semaines         | 11e      |
| 1984 | Flesh for Fantasy   | RPM Top Singles        | 14 semaines         | 11e      |
| 1984 | Flesh for Fantasy   | RMNZ Singles Top40     | 10 semaines         | 5e       |
| 1984 | Flesh for Fantasy   | Schweizer Hitparade    | 9 semaines          | 20e      |
| 1985 | Flesh for Fantasy   | Top 100                | 8 semaines          | 43e      |
| 1984 | Catch My Fall       | Hot 100                | 11 semaines         | 50e      |
| 1984 | Catch My Fall       | Mainstream Rock Tracks | 7 semaines          | 24e      |
| 1985 | Catch My Fall       | Single Top 100         | 13 semaines         | 11e      |
| 1985 | Catch My Fall       | RPM Top Singles        | 12 semaines         | 29e      |
| 1985 | Catch My Fall       | RMNZ Singles Top40     | 3 semaines          | 42e      |
| 1985 | Catch My Fall       | Top 100                | 3 semaines          | 74e      |
| 1988 | Catch My Fall       | UK Singles Chart       | 3 semaines          | 63e      |